# Хамид-бей
Сейфеддин Хамид-бей (тур. Seyfeddin Hamîd Bey; ум. не позднее 1313/14 года) — основатель династии Хамидогуллары, которая в 1291—1391 годах правила одноимённым анатолийским бейликом (эмиратом). В 1316/18—1491/96 и 1402—1423 годах ветвь семьи правили анталийской частью бейлика, называемой иногда бейликом Текеогуллары.

## Биография

### Происхождение
Хамид-бей принадлежал огузскому племени йомуд или Салыр, которое переселилось из Средней Азии, уходя от монголов. Полное имя Хамида было Сейфеддин Хамид б. Эбуль-Касым эл-Туси или Сейфеддин Хамид-бей б. Эбуль-Касым б. Али эл-Туси. Его отца звали Эбуль-Касым и-Туси, а деда Али эл-Туси. Эл-Туси указывает на происхождение из города Тус в Хорасане.

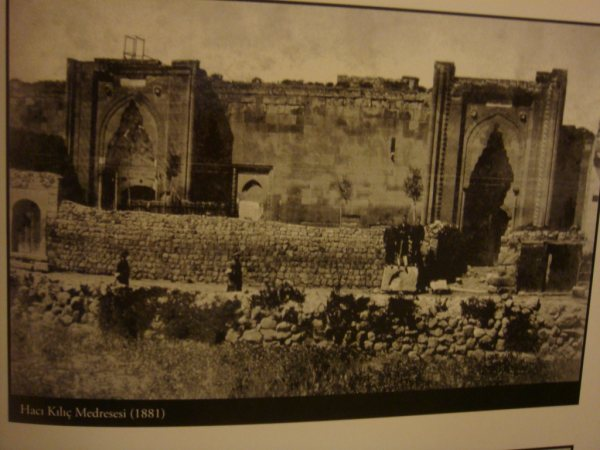
Мечеть Хаджи Кылыч

Отец Хамида, Эбуль-Касым, впервые упомянут в источниках в 1220 году, когда султан Ала-ад-дин Кейкубад вступил на престол. Согласно Ибн Биби, суфийский шейх Шехабеддин Сухреверди прибыл от Аббасидского халифа Ан-Насир Лидиниллаха поздравить Ала-ад-дина Кейкубада с вступлением на престол. Помимо даров султану шейх передал подарки эмиру Джелаледдину Каратаю и Мелик-ул-Умеру Ниджмеддину Эбуль-Касыму эл-Туси.
Эбуль-Касым (под именем Тусиоглу Ниджмеддин) упоминается как участник церемонии приёма бея Эрзинджана во дворце Кейкубада в 1225 году. В 1228 году Ниджмеддин Эбуль-Касим эт-Таси выдал из казны деньги атабеку Эрзинджана Эртокушу, то есть, Эбуль-Касым исполнял обязанности казначея. После битвы у Яссычемена Абуль-Касым не упоминается в документах и хрониках до 1249 года, когда по указу ильхана он (указан как Ниджмеддин Таси) арестовал визиря Сахиба Шемседдина Исфахани. В том же 1249 году Эбуль-Касым построил в Кайсери мечеть и медресе, которое впоследствии стало называться Хаджи Кылыч (по имени знаменитого мюдерриса).
Время смерти Эбуль-Касыма неизвестно. Похоронили его в построенном им же в 1234 году в Токате тюрбе Али-Туси.
Возможно, дядей Хамида (братом Эбуль-Касыма) был Баба Ильяс, полное имя которого Эбуль-Бека Баба Ильяс Хорасани б. Али эл-Хорасани. Его отца тоже звали Али из Хорасана. Вероятно, именно в честь дяди Хамид-бей назвал сына Ильяс. Так же, возможно, дервиш Али Кочи бин Эбуль-Касым также происходил из этого семейства. Али Кочи участвовал в завоевании Нигболу и основал семью Малкочогуллары.
Шикари, автор Караманнаме, сообщал более никем не подтверждённые сведения, что Хамид прибыл из Северной Сирии (Дамаска).

### На службе сельджукам
Хамид, как и отец, поступил на службу к Ала-ад-дину Кейкубаду. Поскольку Хамид был известным мастером-стрелком, он долгое время он обучал сыновей султана и его солдат умению владеть оружием. Благодаря своей службе он заслужил доверие сына Алаэддина Гийас ад-Дина Кей-Хосрова, который в 638 (1240) году после смерти Ала-ад-дина назначил Хамида-бея управлять Испартой и Бурдуром.
Сейфеддин Хамид служил как «перване» (визирь) и в 1250 году построил на реке Ешылырмак, разделяющей Токат, мост Хыдырлык для встречи и объединения трёх сыновей Гийас ад-Дина Кей-Хосрова: Изз ад-Дина, Рукнеддина и Ала-ад-дина.
Шикари писал, что Хамид переехал в Сивас, а затем в Силифке. В 1277 году Караманоглу Мехмет-бей отдал ему Борлу.

### Правитель бейлика
В 1291 году, когда власть сельджуков ослабла из-за монголов, Хамид, как и другие сельджукские уджбеи, «порвал связи со своими сюзеренами» и стал править независимо. Сельджукский султан Масуд II, будучи не в состоянии справиться с стремящимися к независимости уджбеями, попросил помощи ильхана Гайхату. Тот прибыл в Анатолию с большой армией и начал с разорения территории Карамана, затем бейлика Эшреф, а затем добрался и до земель Хамида, разрушив Ыспарту и частично Бурдур. Хамиду-бею пришлось отступить на гору Даврас, чтобы пережить этот рейд.
Воспользовавшись борьбой между сельджукскими султанами и ильханом Газан-ханом в 1297 году, Хамид-бей, вероятно, сделал центром Улуборлу и в  699 (1299/1300) году объявил о своей независимости, тем самым создав бейлик Хамидидов. Тем не менее, на монетах анатолийских беев пока ещё чеканилось имя сельджукского султана. В  700 году (1300—1301) в Улуборлу была отчеканена монета от имени Масуда II. Под управлением Хамида были Ыспарта, Бурдур, Эгридир, Агрос, Гёнен, Барле, Кечиборлу. Расширяя территорию, Хамид-бей, присоединил Ялвач, Чаркарыкашач, Авшар, Сютчюлер, Инчирли и Агласун, и правил как «улубей» (старший бей). В  702 году (1302—1303) он был жив, поскольку сохранился вакуфный документ завии Койунгёзю Бабы, датированный этим годом. В документе Хамид называл себя султаном и падишахом, используя все титулы сельджукских султанов.
Мунадджим-баши Ахмед Деде упоминал Хамида-бея и его внука Дюндара-бея как одного и того же правителя с именем «Фелекюддин Хамит». Затем длительное время историки считали, что сыном Хамида был Дюндар, но Фуат Кёпрюлю обнаружил на одной из книг 1330 года из Ташмедресе надпись «Дюндар бин Ильяс бин Хамид». Никакой другой информации о сыне Хамида, Ильясе, не обнаружено. После смерти Хамида-бея ему мог наследовать его сын Ильяс, а затем управление бейлика перешло к старшему сыну Ильяса Фелекюддину Дюндару-бею . Точные даты смерти Хамида и вступления на трон Дюндара неизвестны, согласно Б. Учок оба события произошли не позднее 1314/15 года.